# Dual! Parallel Trouble Adventure
Dual! Parallel Trouble Adventure (яп. デュアル! ぱられルンルン物語 Дюару! Парарэ Рунрун Моногатари) — аниме режиссёра Кацухито Акиямы, вышедшее в 1999 году. По описанию рецензии Anime News Network, данное аниме представляет собой то, что получится если взять Тенти из «Tenchi Muyo!» и дать ему робота из Евангелиона. При этом роботы в данном аниме выглядят и движутся точно также, как и Евангелионы.

## Сюжет
Главный герой, Кадзуки страдает галлюцинациями — он регулярно видит огромных роботов и их сражения, и ему приходится уворачиваться от взрывов, которые видит только он. Благодаря тому, что свои видения он описывает в интернете, им заинтересовался отец главной героини, Мицуки Санады, Кэн Санада. Согласно его теории, существует параллельный мир, который по неясным причинам и видит Кадзуки. Чтобы доказать эту теорию, он хочет отправить Кадзуки в параллельный мир. После того как Мицуки случайно садится на рычаг придуманной Кэном машины, Кадзуки действительно переносится в параллельный мир, где идёт война, в которой участвуют роботы, построенные по инопланетной технологии. Так как Кэн из параллельного мира возглавляет одну из враждующих сторон, у него нет времени, чтобы завершить необходимые для возвращения Кадзуки исследования. Так как Кэн сможет найти способ перенести Кадзуки в его родной мир лишь после окончания войны, Кадзуки приходится принять участие в ней и стать пилотом одного из роботов.
Чтобы объяснить родителям Кадзуки его и Мицуки внезапное исчезновение из родного мира, Кэн придумал легенду о том, что подростки вместе сбежали из дома. В параллельном мире ни Кадзуки, ни Мицуки не существовало, а их родители были бездетны. Так как им некуда было идти, и Кэн не мог вернуть их в родной мир, он поселил их у себя дома. Для объяснения окружающим их совместного проживания Кадзуки был объявлен младшим братом Мицуки, Кадзуки Санадой, а сама Мицуки — дочерью Кэна. Позднее в дом Кэна перебрались и все остальные пилоты, уже без каких-либо объяснений для окружающих.

## Персонажи
Кадзуки Ёцуга (яп. 四加一樹 Ёцуга Кадзуки) — главный герой. Благодаря тому, что он постоянно уворачивается от взрывов, которых больше никто не видит, Кадзуки является школьной знаменитостью. Перенесясь по вине Мицуки в параллельный мир, он попал в центр сражения между двумя роботами. В этом сражении, он случайно занял место раненой Яёй и смог запустить её робота. Хотя ранее считалось, что подобными роботами мужчина управлять не может в принципе, в бою Кадзуки показал великолепные навыки. При этом, его уровень «жизненной симпатии» (яп. ライフシンパシイ Раифу Синпасии) оказался отрицательным, что также ранее считалось невозможным. Благодаря его уникальным способностям пилота, ему было предложено присоединиться к идущей войне, на что он без особых раздумий согласился. Так как в параллельном мире Мицуки стала также популярна, как и в родном мире, Кадзуки, объявленному её младшим братом, приходится постоянно сталкиваться с её поклонниками, желающими купить обед, сделанный руками их пассии или передать через Кадзуки любовное письмо.
Как позднее выясняется, в параллельном мире двойником Кадзуки является робот Зинв. Ввиду связи Кадзуки с инопланетной технологией, каждое его сражение разрушает границу между мирами и если не уничтожить либо технологию, либо Кадзуки, то оба мира погибнут. После уничтожения Зинва, Кадзуки перенесся в новый параллельный мир. В этом мире его родители уехали десять лет назад, а сам он по этой причине остался жить в доме Кэна и по-прежнему был окружен теми же девушками, что и в предыдущем параллельном мире.
Сэйю: Такаюки Ямагути
Мицуки Санада (яп. 真田三月 Санада Мицуки) — главная героиня. Мицуки по дружески относится к Кадзуки, ревнует его к остальным девушкам и по возможности пытается помешать развитию романтических отношений между ними и своим новоявленным «братом». Однако, сама никаких попыток развития романтических отношений с Кадзуки не предпринимает. Обычно дружелюбна и спокойна. Однако, её могут временно вывести из себя такие действия отца, как вселение в дом очередного соседа или объявление её и Кадзуки родственниками. По неизвестным причинам, отправляясь в путешествие между мирами одновременно с Кадзуки, она всегда прибывает на место на месяц раньше него. Попав в параллельный мир, она как и Кадзуки согласилась стать пилотом, дабы ускорить своё возвращение домой. Поселившись в доме Кэна в роли его дочери, Мицуки взяла на себя всю готовку и стала бдительно следить за качеством питания живущих в доме. В итоге Кэн и Кадзуки были вынуждены есть свою любимую лапшу быстрого приготовления ночью, тайком от неё. Несмотря на то что Мицуки постоянно ревнует к девушкам окружающим Кадзуки и то что в мире возникшем после уничтожения Зинва соседки Кадзуки никуда не делись, она признала этот новый мир великолепным.
Сэйю: Риэ Танака
Кэн Санада (яп. 真田賢 Санада Кэн) — отец Мицуки. В оригинальном мире — учёный, чьи теории никто не признает. В параллельной реальности — командир сил защиты Земли, в результате чего на науку у него времени уже не остается. При этом, в обоих мирах ведет себя как сумасшедший.
Сэйю: Рюносукэ Обаяси
Ди (яп. ディー Ди:) — инопланетянка, найденная в инопланетном артефакте и один из пилотов. Хотя её оригинальное тело спасти не удалось, учёные сумели воссоздать новое. На месте её левого глаза располагается её астральное тело, выглядящее как светящийся шар. Она слабо разбирается в чувствах людей и вынуждена жить в искусственном теле, так как её настоящее тело не сможет долго существовать на такой примитивной планете как Земля. Кэн поселил Ди в ту же комнату что и Кадзуки, мотивируя это тем что так она сможет почувствовать новые эмоции. Тем не менее, возмущенная Мицуки разделила комнату перегородкой и получилось что Ди живёт в соседней с Кадзуки комнате. Влюбившись в Кадзуки, Ди отказалась от технологий и вернулась в своё исходное тело. В мире возникшем после уничтожения Зинва, она стала приёмной дочерью Кэна и обрела тело позволяющее ей полноценно жить на Земле.
Сэйю: Ай Утикава
Яёи Шваэл (яп. 弥生・シュバエル Яёи Сюбаэру) — изначальный пилот первого робота, которого впоследствии стал пилотировать Кадзуки. Она влюбилась в Кадзуки, после того как он её спас. Как и прочие пилоты, со временем поселилась в доме Кэна. Также, она стала учительницей в его классе. То что в дополнение к такой сестре как Мицуки, Кадзуки получил внимание такой учительницы как Яёи — лишь усилило зависть других учеников к нему. В мире возникшем после уничтожения Зинва, Яёи стала учительницей Кадзуки, постоянно заходящей к нему домой на завтрак.
Сэйю: Тиэ Накамура
Мицуки Рара (яп. 羅螺みつき Рара Мицуки) — представитель и маскот армии Рары, а также двойник Мицуки Санады в параллельном мире. Во время телевизионных выступлений ведет себя вызывающе и одевается соответственно. Тем не менее, при близком знакомстве с Кадзуки оказалось что на самом деле она имеет добрый и мягкий характер, а своей роли «мисс Рары» стесняется и участвует в регулярных выступлениях исключительно что бы быстрее закончить войну. Как и прочие девушки — влюблена в Кадзуки и вскоре после знакомства с ним, перешла на его сторону. В мире возникшем после уничтожения Зинва, страдает лунатизмом и оказывается то в постели Ди, то в постели Кадзуки.
Сэйю: Мэгуми Тоёгути
Аюко Рара (яп. 羅螺鮎子 Рара Аюко) — в исходном мире, жена Кэна сбежавшая от него. В параллельном мире — жена Хироси Рары. Так как в параллельном мире её муж оказался банкротом и смог продолжить свою работу только за счет финансовой помощи Аюко, Аюко помыкает им как хочет. Для своих целей не гнушается никакими средствами, в том числе без колебаний готова "промыть мозги" собственной дочери. После того как выяснилось что Зинв успешно пережил самоуничтожение, Аюко попыталась подложить свою дочь в постель к Кадзуки, что бы через неё иметь влияние на него и использовать Зинва для новой войны.
Сэйю: Мика Дои
Хироси Рара (яп. 羅螺博士 Рара Хироси) — в исходном мире, нобелевский лауреат. В параллельном мире — предводитель армии Рары. Однако, реально всем заправляет его жена, спасшая Хироси от банкротства. В отличие от неё, Хироси — добрый человек, не интересующийся мировым господством. После того как в исходном мире начались массовые видения о параллельном мире, он присоединился в исследованиях к Кэну.
Сэйю: Кэнъити Огата
Аканэ Ямано (яп. 山野茜） Ямано Аканэ) — инспектор ООН из параллельного мира. В мире возникшем после уничтожения Зинва, стала женой Кэна.
Сэйю: Юко Кобаяси